# Чжанпу
Чжанпу́ (кит. упр. 漳浦, пиньинь Zhāngpǔ) — уезд городского округа Чжанчжоу провинции Фуцзянь (КНР).

## История
Когда во времена империи Тан в 686 году была создана Чжанчжоуская область (漳州), то одновременно были созданы уезды Чжанпу (漳浦县) и Хуайэнь (怀恩县); с 716 по 786 годы областные власти размещались именно в уезде Чжанпу, и лишь потом переехали в уезд Лунси. В 741 году уезд Хуайэнь был присоединён к уезду Чжанпу.
Во время гражданской войны эти места были заняты войсками коммунистов лишь на её завершающем этапе, в конце 1949 — начале 1950 годов. В марте 1950 года был создан Специальный район Чжанчжоу (漳州专区), и уезд вошёл в его состав. В марте 1955 года Специальный район Чжанчжоу был переименован в Специальный район Лунси (龙溪专区). В сентябре 1970 года Специальный район Лунси был переименован в Округ Лунси (龙溪地区).
Постановлением Госсовета КНР от мая 1985 года округ Лунси был преобразован в городской округ Чжанчжоу.

## Административное деление
Уезд делится на 17 посёлков, 2 волости и 2 национальные волости.

## Экономика
В уезде Чжанпу на полуострове Гулэй расположен Gulei Petrochemical Park, в котором базируются крупный завод по производству этилена (совместное предприятие саудовской корпорации SABIC и китайской государственной Fujian Petrochemical Industrial Group) и крупный химический завод по производству ароматических соединений компании Fuhai Chuang Petrochemical.
Вдоль морского побережья построено несколько крупных офшорных ветряных электростанций.